# Hazeus otakii
Hazeus otakii é uma espécie de peixe da família Gobiidae e da ordem Perciformes.

## Habitat
É um peixe marítimo, de clima temperado e demersal que vive entre 20–35 m de profundidade.

## Distribuição geográfica
É encontrado no Japão.

## Observações
É inofensivo para os humanos.